# 16276 Virginiama
16276 Virginiama è un asteroide della fascia principale. Scoperto nel 2000, presenta un'orbita caratterizzata da un semiasse maggiore pari a 2,616704 UA e da un'eccentricità di 0,185777, inclinata di 9,685204° rispetto all'eclittica. Ha un periodo di rotazione di 646,747 ore.